# Modern Times Forever (Stora Enso Building, Helsinki)
Modern Times Forever (Stora Enso Building, Helsinki) es una película de 2011 del grupo de artistas daneses Superflex. Actualmente es la segunda película más larga jamás realizada, con una duración de 240 horas (10 días). La película muestra cómo el edificio de la sede de Stora Enso de Helsinki se deterioraría durante los próximos milenios. La película se proyectó originalmente contra el edificio en sí.

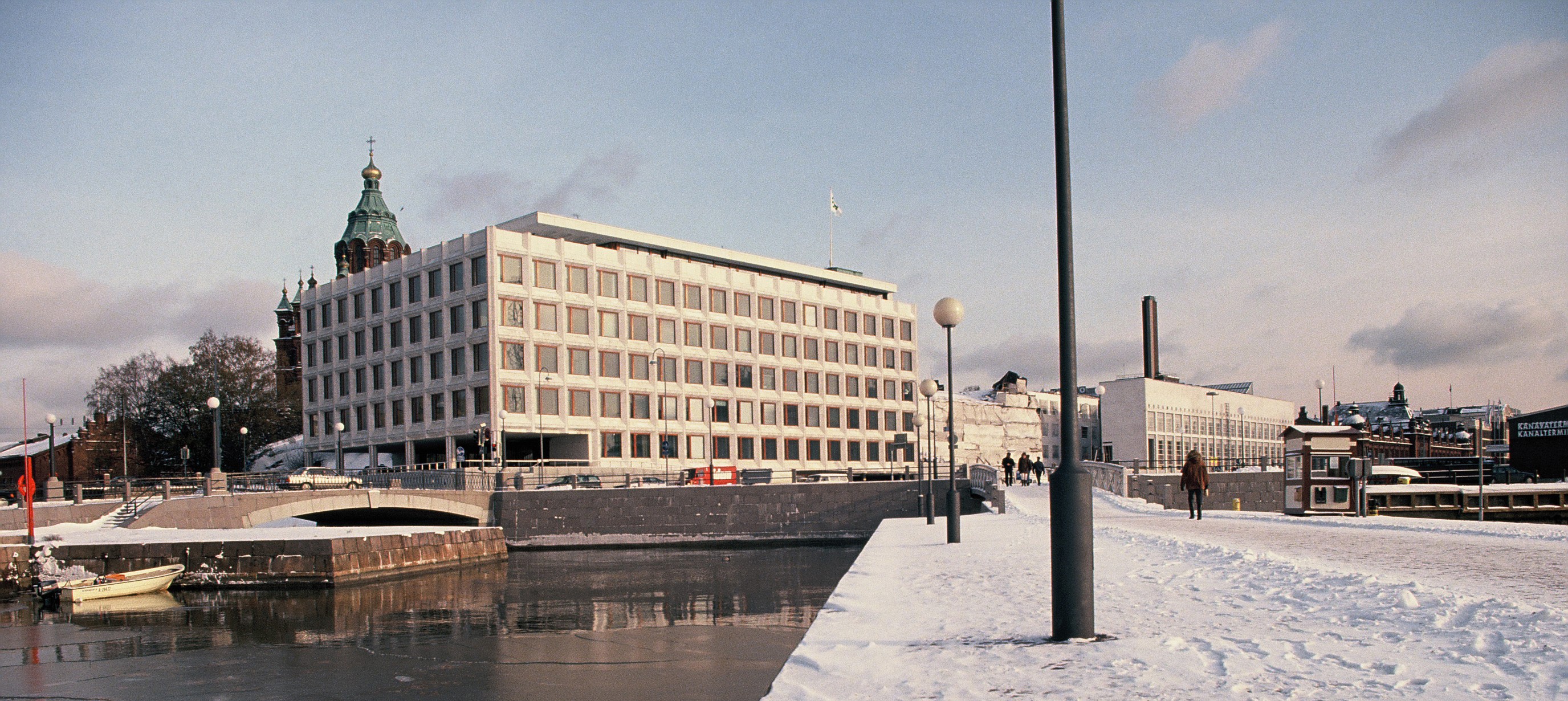
Edificio Stora Enso